# Hasankeyf
Hasankeyf este un oraș situat pe malul Tigrului, în districtul Hasankeyf, provincia Batman, Turcia. A fost declarat zonă naturală de conservare de către Turcia în 1981.
Localitatea este cunoscută mai ales pentru peșterile ce datează din perioada Neoliticului și a ruinelor podului peste Tigru.
În ciuda obiecțiilor locale și internaționale, orașul și siturile sale arheologice au fost inundate ca parte a proiectului barajului Ilısu. La 1 aprilie 2020, nivelul apei a atins o altitudine de 498,2 m, acoperind întregul oraș.
Orașul avea o populație de 4.329 de locuitori în 2021.